# Накадай, Тацуя
Тацуя Накадай (яп. 仲代 達矢 Накадай Тацуя, ромадзи Тatsuya Nakadai; род. 13 декабря 1932, Токио, Япония) — японский актёр.

## Биография
Выходец из бедной семьи, не получил университетского образования. Случайно попал в мир кино, после того как режиссёр Масаки Кобаяси обратил внимание на молодого клерка в магазине одежды и пригласил его на главную роль в фильм «За толстой стеной» (1953). В следующем 1954 году сыграл эпизодическую роль ронина в шедевре Акиры Куросавы «Семь самураев».
Многолетняя дружба с Кобаяси, за время которой они успели поработать над 11 совместными картинами, включая такие признанные шедевры, как «Харакири», «Кайдан», «Бунт самураев» и трилогия «Условия человеческого существования», сделала его известным не только в Японии, но и в Соединённых Штатах и многих странах мира.
За свою многолетнюю карьеру успел сняться у многих известных режиссёров. Кроме фильмов Кобаяси, снялся ещё в пяти фильмах Акиры Куросава («Телохранитель», «Отважный самурай», «Рай и ад», «Тень воина», «Ран»), в девяти фильмах Кихати Окамото (в частности, в таких известных фильмах, как «Меч судьбы» и «Убей!»), в девяти фильмах Хидэо Гося (в том числе «Гоёкин»), в шести фильмах Кона Итикавы (в том числе «Пламя», «Ключ» и др.), в пяти фильмах Микио Нарусэ (в том числе «Когда женщина поднимается по лестнице») и в двух фильмах Хироси Тэсигахары (в том числе «Чужое лицо»). Всё это стало возможным благодаря тому, что изначально он не стал себя связывать долгосрочным контрактом ни с одной из студий-гигантов японской киноиндустрии и поэтому мог принимать любые предложения.

## Фильмография
- 1953 — За толстой стеной / Kabe atsuki heya / The Thick-Walled Room (реж. Масаки Кобаяси)
- 1954 — Семь самураев / 七人の侍 / Shichinin no samurai / The Seven Samurai (реж. Акира Куросава)
- 1956 — Hi no tori (реж. Умэдзи Иноуэ)
- 1956 — Fukuaki no seishun (реж. Сэнкити Танигути)
- 1956 — Sazae-san (реж. Нобуо Аояги)
- 1956 — Oshidori no mon / Lovebirds' Gate (реж. Кэйго Кимура)
- 1957 — Чёрная река / Kuroi kawa / Black River (реж. Масаки Кобаяси)
- 1957 — Ôban (реж. Ясуки Тиба)
- 1957 — Неугомонная / Arakure / Untamed (реж. Микио Нарусэ)
- 1957 — Hikage no musume (реж. Сюэй Мацубаяси)
- 1957 — Zoku Ôban: Fûun hen (реж. Ясуки Тиба)
- 1957 — Kiken na eiyu / A Dangerous Hero (реж. Хидэо Судзуки)
- 1957 — Zokuzoku Ôban: Dôto uhen (реж. Ясуки Тиба)
- 1957 — Sazae-san no seishun / Sazae’s Youth (реж. Нобуо Аояги)
- 1958 — Haha sannin / A Boy and Three Mothers (реж. Сэйдзи Хисамацу)
- 1958 — Kekkon no subete / All About Marriage (реж. Кихати Окамото)
- 1958 — Buttuke honban / Go and Get It (реж. Кодзо Саэки)
- 1958 — Пламя / Enjo / The Temple of the Golden Pavilion / Flame of Torment (реж. Кон Итикава)
- 1958 — Обнажённое солнце / Hadaka no taiyo / The Naked Sun (реж. Миёдзи Иэки)
- 1958 — Удел человеческий. Фильм I / Ningen no jōken I / The Human Condition I (реж. Масаки Кобаяси)
- 1959 — Yajû shisubeshi (реж. Эйдзо Сугава)
- 1959 — Ключ / Kagi / The Key / Odd Obsession (реж. Кон Итикава)
- 1959 — Ginza no onéchan / Three Dolls in Ginza / Oneechan 2 (реж. Тосио Сугиэ)
- 1959 — Anyakôro (реж. Сиро Тоёда)
- 1959 — Удел человеческий. Фильм II / Ningen no jōken II / The Human Condition II (реж. Масаки Кобаяси)
- 1960 — Когда женщина поднимается по лестнице / Onna ga kaidan wo agaru toki / When a Woman Ascends the Stairs (реж. Микио Нарусэ)
- 1960 — Oginsama / Love Under the Crucifix (реж. Кинуё Танака)
- 1960 — Musume tsuma haha / Daughters, Wives, and a Mother (реж. Микио Нарусэ)
- 1960 — Aoi yaju / The Blue Beast (реж. Хиромити Хорикава)
- 1960 — 'Minagoroshi no uta' yori kenju-yo saraba! / Get 'em All (реж. Эйдзо Сугава)
- 1961 — Tsuma to shite onna to shite / The Other Woman / Poignant Story (реж. Микио Нарусэ)
- 1961 — Eien no hito / Immortal Love (реж. Кэйсукэ Киносита)
- 1961 — Удел человеческий. Фильм III / Ningen no jōken III / The Human Condition III (реж. Масаки Кобаяси)
- 1961 — Телохранитель / 用心棒 / Yojimbo / The Bodyguard (реж. Акира Куросава)
- 1961 — Kumo ga chigieru toki (реж. Хэйноскэ Госё)
- 1962 — Отважный самурай / Tsubaki Sanjûrô / Sanjuro (реж. Акира Куросава)
- 1962 — Наследие / Karami-a / The Inheritance (реж. Масаки Кобаяси)
- 1962 — О-Гин-сама / Ogin-sama / Love Under the Crucifix (реж. Кинуё Танака)
- 1962 — Харакири / Seppuku / Harakiri (реж. Масаки Кобаяси)
- 1962 — Yushu heiya / Madame Aki (реж. Сиро Тоёда)
- 1963 — Рай и ад / Tengoku to jigoku / Heaven and Hell / High and Low (реж. Акира Куросава)
- 1963 — Shiro to kuro / Pressure of Guilt (реж. Хиромити Хорикава)
- 1963 — Gojuman-nin no isan / The Legacy of the 500,000 (реж. Тосиро Мифунэ)
- 1963 — Miren (реж. Ясуки Тиба)
- 1963 — Onna no rekishi / A Woman’s Life (реж. Микио Нарусэ)
- 1964 — Jigoku sakusen (реж. Такаси Цубосима)
- 1964 — Кайдан / Kaidan / Kwaidan / Ghost Stories (реж. Масаки Кобаяси)
- 1965 — Saigô no shinpan (реж. Хиромити Хорикава)
- 1965 — Chi to suna / Fort Graveyard (реж. Кихати Окамото)
- 1966 — Yotsuya kaidan / Illusion of Blood (реж. Сиро Тоёда)
- 1966 — Телефонный звонок в ад / Gohiki no shinshi / Cash Calls Hell (реж. Хидэо Гося)
- 1966 — Меч судьбы / Dai-bosatsu tôge / The Sword of Doom (реж. Кихати Окамото)
- 1966 — Чужое лицо / 他人の顔 / Tanin no kao / The Face of Another (реж. Хироси Тэсигахара)
- 1966 — Jinchoge / The Daphne (реж. Ясуки Тиба)
- 1967 — Satsujin kyo jidai / The Age of Assassins / Epoch of Murder Madness (реж. Кихати Окамото)
- 1967 — Kojiro / Sasaki Kojiro (реж. Хироси Инагаки)
- 1967 — Бунт Самураев / Jôi-uchi: Hairyô tsuma shimatsu / Samurai Rebellion (реж. Масаки Кобаяси)
- 1967 — Tabiji (реж. Синдзи Мураяма)
- 1968 — Сегодня я, завтра ты! / Oggi a me… domani a te! / Today We Kill, Tomorrow We Die! (реж. Тонино Черви)
- 1968 — Убей! / Kiru / Kill! (реж. Кихати Окамото)
- 1968 — Rengo kantai shirei chôkan: Yamamoto Isoroku (реж. Сэйдзи Маруяма)
- 1968 — Nikudan / The Human Bullet (реж. Кихати Окамото)
- 1969 — Золото сёгуна / Goyokin / Official Gold / Steel Edge of Revenge (реж. Хидэо Гося)
- 1969 — Eiko e no 5,000 kiro / 5,000 Kilometers to Glory (реж. Корэёси Курахара)
- 1969 — Nihonkai daikaisen / Battle of the Japan Sea (реж. Сэйдзи Маруяма)
- 1969 — Hitokiri / Tenchu! (реж. Хидэо Гося)
- 1969 — Tengu-to / Blood End (реж. Сацуо Ямамото)
- 1969 — Картины Ада / Jigokuhen / Portrait of Hell (реж. Сиро Тоёда)
- 1970 — Ezo yakata no ketto / Duel at Ezo (реж. Кэнго Фурусава)
- 1970 — Bakumatsu / The Ambitious / The Restoration of Meiji (реж. Дайскэ Ито)
- 1970 — Buraikan / The Scandalous Adventures of Buraikan (реж. Масахиро Синода)
- 1970 — Затойчи и праздник фейерверков / Zatôichi abare-himatsuri / Zatoichi Goes to the Fire Festival / Zatôichi 21 (реж. Кэндзи Мисуми)
- 1970 — Tenkan no abarembo / Will to Conquer (реж. Сэйдзи Маруяма)
- 1971 — Inochi bô ni furô / Inn of Evil / At the Risk of My Life (реж. Масаки Кобаяси)
- 1971 — Битва за Окинаву[англ.] / Gekido no showashi: Okinawa kessen / The Battle of Okinawa (реж. Кихати Окамото)
- 1971 — Волки / Shussho Iwai / The Wolves (реж. Хидэо Гося)
- 1973 — Ôshô (реж. Хиромити Хорикава)
- 1973 — Печальная Белладонна / Kanashimi no Belladonna / Belladonna of Sadness (реж. Эйити Ямамото)
- 1973 — Ningen kakumei / The Human Revolution (реж. Тосио Масуда)
- 1973 — Песня утренней зари / Asayake no uta / Rise, Fair Sun (реж. Кэй Кумай)
- 1974 — Karei-naru ichizoku / The Family (реж. Сацуо Ямамото)
- 1975 — Seishun no mon / The Gate of Youth (реж. Кириро Ураяма)
- 1975 — Tokkan / Battle Cry (реж. Кихати Окамото)
- 1975 — Wagahai wa neko de aru / I Am a Cat (реж. Кон Итикава)
- 1975 — Kinkanshoku (реж. Сацуо Ямамото)
- 1976 — Banka (реж. Ёсихиро Кавасаки)
- 1976 — Zoku ningen kakumei (реж. Тосио Масуда)
- 1976 — Fumô chitai (реж. Сацуо Ямамото)
- 1977 — Sugata Sanshiro (реж. Кихати Окамото)
- 1978 — Buru Kurisumasu / Blue Christmas (реж. Кихати Окамото)
- 1978 — Пчелиная матка / Joôbachi / Queen Bee (реж. Кон Итикава)
- 1978 — Бандиты против самураев / Kumokiri Nizaemon / Bandit vs. Samurai Squad (реж. Хидэо Гося)
- 1978 — Hi no tori / The Firebird / Firebird: Daybreak Chapter (реж. Кон Итикава)
- 1979 — Yami no karyudo / Hunter in the Dark (реж. Хидэо Гося)
- 1980 — Тень воина / Кагэмуся / Kagemusha / Shadow Warrior (реж. Акира Куросава)
- 1980—203 kochi / Port Arthur / Hill 203 (реж. Тосио Масуда)
- 1981 — Преднамеренное убийство / Nihon no atsui hibi bôsatsu: Shimoyama jiken / Willful Murder (реж. Кэй Кумай)
- 1982 — Kiryûin Hanako no shôgai / Onimasa (реж. Хидэо Гося)
- 1983 — Uchū senkan Yamato: Kanketsuhen / Final Yamato (реж. Томохару Кацумата / Ёсинобу Нисидзаки / Такэси Сирадо / Тосио Масуда)
- 1984 — Kita no hotaru (реж. Хидэо Гося)
- 1985 — Ран / Ran (реж. Акира Куросава)
- 1985 — Shokutaku no nai ie / The Empty Table / Family Without a Dinner Table (реж. Масаки Кобаяси)
- 1986 — Atami satsujin jiken (реж. Кадзуо Такахаси)
- 1987 — Hachiko monogatari / Hachi-ko (реж. Сэйдзиро Кояма)
- 1988 — Возвращение от реки Квай / Return From the River Kwai (реж. Эндрю Маклаглен)
- 1988 — Yushun / Oracion (реж. Сигэмити Сугита)
- 1989—226 / Ni-ni-roku / Four Days of Snow and Blood (реж. Хидэо Гося)
- 1991 — Kagerô / Heat Wave (реж. Хидэо Гося)
- 1992 — Проклятый город / The Wicked City / Yao shou du shi (реж. Мак Тай-Кит)
- 1992 — Басара — княжна Го / Gô-hime / Basara — The Princess Goh (реж. Хироси Тэсигахара)
- 1992 — Toki rakujitsu / Faraway Sunset (реж. Сэйдзиро Кояма)
- 1993 — Kozure Ôkami: Sono chîsaki te ni / Lone Wolf and Cub: Handful of Sand (реж. Акира Иноуэ)
- 1993 — Gekko no natsu / Summer of the Moonlight Sonata (реж. Сэйдзиро Кояма)
- 1995 — East Meets West (реж. Кихати Окамото)
- 1996 — Miyazawa Kenji sono ai (реж. Сэйдзиро Кояма)
- 1999 — После дождя / Ame agaru / After the Rain / When the Rain Lifts (реж. Такаси Коидзуми)
- 1999 — Очарованный / Kin’yû fushoku rettô: Jubaku / Spellbound (реж. Масато Харада)
- 2001 — Sukedachi-ya Sukeroku / Vengeance for Sale (реж. Кихати Окамото)
- 2002 — Shiroi inu to Waltz wo / To Dance With the White Dog (реж. Такаси Цукиноки)
- 2002 — Hi wa mata noboru (реж. Киёси Сасабэ)
- 2003 — О женщинах и Асурах / Ashura no gotoku / Like Asura (реж. Ёсимицу Морита)
- 2005 — Ямато / Otoko-tachi no Yamato / Yamato (реж. Дзюнъя Сато)
- 2006 — Убийца клана Инугами / Inugamike no ichizoku / The Inugamis (реж. Кон Итикава)
- 2007 — Furin Kazan (NHK Taiga drama)